# Apoplast
Apoplast – zespół ścian komórkowych, wnętrz martwych komórek i przestworów międzykomórkowych w organizmie roślinnym. Połączone ze sobą i wysycone wodą ściany komórkowe razem z wypełnionymi wodą wnętrzami martwych komórek przewodzących są głównymi drogami transportu wody w roślinie. W ścianach komórkowych ruch wody możliwy jest dzięki zjawisku imbibicji. Wypełnione powietrzem przestwory międzykomórkowe stanowią rezerwuary gazów i umożliwiają roślinie prowadzenie wymiany gazowej z otoczeniem.